# Pfofeld
Pfofeld település Németországban, azon belül Bajorországban. Lakosainak száma 1626 fő (2023. december 31.). Pfofeld Absberg, Haundorf, Theilenhofen, Pleinfeld és Gunzenhausen községekkel határos.

## Népesség
| Lakosok száma | 766  | 1427 | 993  | 1180 | 1489 | 1490 | 1520 | 1509 | 1553 | 1626 |
|               | 1875 | 1950 | 1975 | 1987 | 2012 | 2014 | 2016 | 2017 | 2021 | 2023 |